# Naravni park Mali me Gropa - Bizë - Martanesh
Naravni park Mali me Gropa - Bizë - Martanesh (albansko Parku Natyror Mali me Gropa-Bizë-Martanesh) je območje upravljanja habitatov ali vrst (IV. kategorija IUCN) v osrednji Albaniji ob meji z narodnim parkom Dajti. Zajema površino 25.266,42 hektarjev (252,6642 km2). Leži v okrožjih Dibër in Tirana s tremi občinami, Xibër, Martanesh in Shëngjergj, ter več vasmi na njegovem ozemlju. Svetovna zveza za varstvo narave (IUCN) je krajino uvrstila v kategorijo V. Plantlife je regijo prav tako priznal kot pomembno rastlinsko območje mednarodnega pomena.
Pokrajina ohranja veliko raznolikost flore in favne. Biogeografsko spada pokrajina v kopensko ekoregijo dinarskih alpskih mešanih gozdov palearktičnega bioma zmernih širokolistnih in mešanih gozdov. Gozdovi zavzemajo 68 % celotne površine pokrajine, z gostim iglastim in listnatim gozdom.
Pokrajinsko favno vretenčarjev sestavlja 209 vrst in jo predstavlja 44 vrst sesalcev, 130 vrst ptic, 23 vrst plazilcev in 12 vrst dvoživk. V gozdnatih predelih živijo rjavi medved, sivi volk in ris. Navadna lisica, srna, divja svinja, navadna veverica, vidra, podlesek in sredozemski podkovnjak (Rhinolophus euryale) so glavni plenilski sesalci. V pokrajini je bilo opaženih skupno 130 vrst ptic, med njimi planinski orel, skobec, kragulj, egiptovski jastreb, kanja, sršenar, alpski hudournik (Tachymarptis melba), planinska kavka in tako naprej. Obstajajo tudi številne vrste plazilcev in dvoživk. Med najpogostejšimi so planinski pupek, leopardovka, močvirska sklednica in grška kornjača.
Zaradi kombinacije podnebja, specifične topografije s številnimi gorskimi masivi, kamninami, vrstami prsti in hidroloških razmer ter odsotnosti močnega antropogenega vpliva so prispevali k oblikovanju drugačnega habitata. Obstaja 450 vrst višjih rastlin, ki predstavljajo 12 % vseh vrst v Albaniji. Vegetacija Mali me Gropa - Bizë - Martanesh je navpično razdeljena na več različnih con. Znotraj sredozemskega pasu v iglastem pasu prevladujejo črni bor, navadna bukev, bela jelka, cer, panonski hrast, navadni ruj. Listnato območje pokriva navadni pušpan, rdečeplodni brin in navadni derak. Alpsko območje je v glavnem sestavljeno iz trav, mahov, lišajev, bogato pa je tudi z borovnicami in redkimi cvetlicami. Najpogostejše vrste so spomladanski svišč, popon, alpska nebina, navadna majnica, borovnica in trobentica.
Pokrajina vključuje pet naravnih spomenikov, kot so jame Xixelles, Valit in Shutrese, Malit me Gropa ter ledeniško dolino in jezero.
|  |  |  |